# Каратауський заповідник
Каратауський державний природний заповідник (каз. Қарата́у мемлекетті́к табиғи́ қорығы́) організований відповідно до постанови Уряду Республіки Казахстан від 1 березня 2004 року № 249 "Про створення державної установи «Каратауський державний природний заповідник» Комітету лісового та мисливського господарства Міністерства сільського господарства Республіки Казахстан. Заповідник має статус юридичної особи у формі державної установи. Уповноваженим органом заповідника є Комітет лісового господарства та тваринного світу Міністерства екології, геології та природних ресурсів Республіки Казахстан.
Каратауський заповідник є наймолодшим заповідником у Республіці Казахстан. Основною метою створення заповідника — це вивчення та збереження чисельності флори та фауни каратауського архара. На території заповідника було створено музей етнографії та виставляються макети ссавців, які проживають на хребті Каратау.

## Місце розташування
Каратауський заповідник розташований у центральній частині хребта Каратау, який є відгалуженням північно-західних дуг Тянь-Шаню на території Туркестанської області. Межує з пустелями Мойинкум, Кизилкум, Бетпак-Дала. Площа заповідника займає 34300 га. Хребет має асиметричну будову. Південно-західний схил його широкий та порівняльно-пологий. Північно-східний та північний схили відрізняються значною крутістю. Найвища точка хребта — гора Минжилки — верхів'я Бессаз із відміткою 2 176 м. Схили хребта розчленовані глибокими долинами численних річок та тимчасовими водотоками, що мають майже всюди сезонний поверхневий стік. Порівняно великі річки — Баялдир, Біресік, Хантагі, Талдибулак. Жодна їх не доносить свої води до головної водної артерії річки Сирдар'я, втрачаючи стік біля підніжжя схилів. Площа охоронної зони становить 17490 га. Протяжність території заповідника у меридіональному напрямку становить 28,3 км, у широтному напрямку — 23,6 км. Центральна садиба розташована в місті Кентау, за 40 км від міста Туркестан із залізничною станцією. Ці міста пов'язані автомагістраллю. Найближча відстань від центральної садиби до території заповідника — 17 км.

## Флора і фауна
Тваринний світ заповідної території, як і загалом хребта Каратау, за останнє століття зазнав істотних змін. У цей період тут були знищені тяньшанський бурий ведмідь і сніговий барс, а багато промислових видів (кабан, сарна азійська, архар, заєць-толай тощо) стали надзвичайно рідкісними.
На території Каратауського заповідника трапляються 3 види ссавців, які занесені до Червоної книги РК: каратауський архар, їжатець індійський і куниця кам'яна. Орнітофауна містить 118 видів. З-поміж рідкісних, ареал яких скорочується, і перебувають під загрозою зникнення 12 видів птахів занесені до Червоної книги Казахстану (1996 р.): білий лелека, чорний лелека, змієяд, орел-карлик, степовий орел, беркут, бородач, стерв'ятник, балабан, степовий журавель, джек, пугач.
На сьогоднішній день ентомофауна містить понад 152 види, з числа рідкісних комах 2 види є ендеміками Каратау та Середньої Азії, 1 вид реліктовий, 8 занесені до Червоної книги СРСР (1984 р.) та Червону Книгу Казахстану.
Флора Каратауського хребта на всій площі містить понад 1600 видів вищих судинних рослин. Маловивченою залишається флора нижчих та вищих спорових рослин. За кількістю ендемічних видів Сирдар'їнський Каратау посідає чільне місце у флорі Казахстану. На території створеного заповідника приблизно зростає 600—700 видів, з яких за даними вчених 76 видів належать до ендеміків. За останнє десятиліття є відомості про 65 ендем, місцезнаходження багатьох з них, за останніми науковими даними з місць первинного збору дослідників, не було виявлено.